# Hibiscus sororius
Hibiscus sororius är en malvaväxtart som beskrevs av Carl von Linné. Hibiscus sororius ingår i Hibiskussläktet som ingår i familjen malvaväxter. Inga underarter finns listade i Catalogue of Life.